# Брунеј на Летњим олимпијским играма 2024.
Брунеј (званично Брунеј Дарусалам ) учествује на Летњим олимпијским играма 2024. у Паризу од 26. јула до 11. августа 2024. године. То ће бити осми наступ нације на Летњим олимпијским играма, осим у два наврата, 1992. и 2008. године .

## Учесници по спортовима
| Спорт    | Мушкарци | Жене | Укупно |
| -------- | -------- | ---- | ------ |
| Атлетика | 1        | 0    | 1      |
| Пливање  | 1        | 1    | 2      |
| 2 спорта | 2        | 1    | 3      |

## Атлетика
| Атлетичарка                    | Дисциплина     | Квалификације | Квалификације | Финале   | Финале  |
| Атлетичарка                    | Дисциплина     | Резултат      | Пласман       | Резултат | Пласман |
| ------------------------------ | -------------- | ------------- | ------------- | -------- | ------- |
| Мухамед Ноор Фирдаус Ар-Расхид | Мушкарци 100 м |               |               |          |         |

## Пливање
| Пливач(ица) | Дисциплина           | Група   | Група   | Полуфинале       | Полуфинале       | Финале           | Финале           |
| Пливач(ица) | Дисциплина           | Време   | Пласман | Време            | Пласман          | Време            | Пласман          |
| ----------- | -------------------- | ------- | ------- | ---------------- | ---------------- | ---------------- | ---------------- |
| Зеке Чан    | Мушкарци 100 м леђно | 1:00.38 | 45      | Није се пласирао | Није се пласирао | Није се пласирао | Није се пласирао |
| Хејли Вонг  | Жене, 50 м слободно  |         |         |                  |                  |                  |                  |